# Begonia heteropoda
Espèce
Begonia heteropoda est une espèce de plantes de la famille des Begoniaceae.
L'espèce fait partie de la section Quadrilobaria.
Elle a été décrite en 1884 par John Gilbert Baker (1834-1920).

## Répartition géographique
Cette espèce est originaire du pays suivant : Madagascar.